# Bathybela tenelluna
Bathybela tenelluna é uma espécie de gastrópode do gênero Bathybela, pertencente a família Raphitomidae.